# Bullied to Death
Bullied to Death è un film del 2016 scritto e diretto da Giovanni Coda.
Il film, girato in Italia e recitato in lingua inglese, è stato presentato dal regista e proiettato in anteprima nazionale all'edizione 2016 del Torino GLBT Film Festival.  Il film è il secondo episodio della trilogia sulla violenza di genere iniziata dal regista con il film Il rosa nudo.

## Trama
ll film si ispira alla vera storia di un giovane quattordicenne americano suicidatosi al seguito di una drammatica sequenza di gravi atti legati al bullismo omofobico scolastico e al cyberbullismo. A questa storia si legano quelle di altri giovani gay, lesbiche e trans, vittime di attacchi omofobi, uccisi o indotti al suicidio, in diverse parti del mondo. Il 17 maggio 2017 a sessant'anni dalla morte del giovane, durante la Giornata internazionale contro l'omofobia, la bifobia e la transfobia, un gruppo di artisti si ritrova unito in una performance commemorativa che attraverserà l'arco dell'intera giornata.

## Premi e Selezioni Ufficiali
| - Selezione Ufficiale al Torino GLBT Film Festival 2016. - Selezione Ufficiale al XX V-Art Festival Internazionale Immagine d'Autore, Cagliari, Italia. - Selezione Ufficiale al 30º Festival Mix, Milano. - Best Avant-Garde Innovation Award al Melbourne Documentary Film Festival 2016, Australia. - Best Wild Card Award - Jury Special Mention al Melbourne Documentary Film Festival 2016, Australia. - Selezione Ufficiale al Macon Film Festival 2016, Usa. - Jury Special Mention all'Iris Prize Festival 2106, Cardiff, U.K. - Film of the Week all'Amsterdam New Renaissance Film Festival 2017, Amsterdam, NL. - Special Mention Best Female Performance ad Assunta Pittaluga all'Italian Film Festival 2016, Cardiff, U.K. - Special Mention Best Male Performance a Sergio Anrò all'Italian Film Festival 2016, Cardiff, U.K. - Jury Special Mention al Los Angeles Underground Film Festival, Los Angeles, USA. - Premio al Miglior Film Lungometraggio all'Omovies Festival, Napoli, Italia. - Premio al Miglior Film Lungometraggio L'Aquila LGBT Film Festival, L'Aquila, Italia. - Humanity Award 2017 all'Amsterdam New Renaissance Film Festival 2017, Amsterdam, NL. |